# Gorbănești (gmina)
Gorbănești – gmina w Rumunii, w okręgu Botoszany. Obejmuje miejscowości Bătrânești, George Coșbuc, Gorbănești, Mihai Eminescu, Silișcani, Socrujeni, Vânători i Viforeni. W 2011 roku liczyła 3434  mieszkańców.